# ووندرسلبن
ووندرسلبن (به آلمانی: Wundersleben) یک شهر در آلمان است که در سومردا واقع شده‌است. ووندرسلبن ۷۴۹ نفر جمعیت دارد.